# Cupido carswelli
La mariposa duende murciano (Cupido carswelli) es una especie de lepidóptero ropalócero de la familia Lycaenidae. 

## Taxonomía
Nombre válido: Cupido carswelli Stempffer, 1927.
Estudios moleculares (ADN) han demostrado que es una especie distante y diferente de Cupido minimus. Es una especie muy relacionada con Cupido lorquinii, pero de morfología muy diferente (adulto macho) a éste. También con algunas diferencias en genitalia y fenología.

### Sinónimos
- Cupido arcilacis Riley, 1927.
- Cupido minimus carswelli Stempffer, 1927.

## Distribución
Es endémico de zonas montañosas (altitudes entre 1300 y 1800m) del sureste de la península ibérica, España (provincias de Granada, Almería, Jaén, Murcia y Albacete).